# Francis Heaulme
Francis  Heaulme (Metz, 25 februari 1959) is een Franse seriemoordenaar, bijgenaamd de "routard du crime" (criminele reiziger), die in 1992 gearresteerd werd en nadien schuldig bevonden werd aan elf moorden in ten minste negen misdaadzaken. Hij werd in meerdere van deze moordzaken veroordeeld tot levenslange gevangenisstraf.

## Levensloop
Francis Heaulme groeit op in Briey, (Meurthe-et-Moselle), in de Cité radieuse. Hij is de zoon van Nicole Houillon (1940-1984) die hij verafgoodt en Marcel Heaulme (1934-2019), een aan drank verslaafde elektricien die zijn geld vergokt op de paardenrennen en gewelddadig is tegenover zijn vrouw en Francis. Samen met zijn zes jaar jongere zus Christine, met wie hij een goede band heeft, wordt hij regelmatig aan zijn lot overgelaten in het appartement. Hij krijgt in de buurt de bijnaam Felix de Kat omdat hij meermaals kattenvoer uit blik eet. Heaulme heeft het syndroom van Klinefelter, waardoor hij weinig lichaamsbeharing heeft en erg kleine geslachtsorganen en zijn IQ is beneden gemiddeld. Zijn ongewone lichaamsbouw geeft aanleiding tot spotternijen en pestgedrag door zijn vader en op school door medeleerlingen. Als gevolg isoleert hij zich en als adolescent wordt hij alcoholist en doet hij aan zelfverminking. Omwille van zijn psychische problemen wordt hij vrijgesteld van militaire dienstplicht. Zijn moeder overlijdt aan kanker op 16 oktober 1984, waardoor hij totaal ontredderd meermaals zelfmoordpogingen onderneemt.

## Crimineel parcours
Op 5 november 1984 begaat hij samen met een medeplichtige, slechts drie weken na het overlijden van zijn moeder, zijn eerste moord op de 17-jarige Lyoneel Gineste omdat ze er naar zijn eigen zeggen "in haar zwarte panty uitzag als een hoer".
Heaulme heeft geen inkomsten meer want hij heeft als gevolg van zijn drankmisbruik zijn baan als bouwvakker verloren en kan niet langer beroep doen op zijn vader die met een nieuwe vriendin samenwoont noch op zijn zus die ondertussen getrouwd is. 
Vanaf dan begint hij een zwervend bestaan doorheen heel Frankrijk wat hem zijn bijnaam "le routard du crime" zal opleveren . In mei 1986 pleegt hij in Périgueux met een medeplichtige zijn tweede moord, later dat jaar trekt hij voor korte tijd in bijn zijn grootmoeder te Vaux dichtbij Montigny-lès-Metz waar hij kort nadien een dubbele moord pleegt op twee kinderen. Het onderzoek naar deze zaak zal aanleiding geven tot een gerechtelijke dwaling waarbij  de minderjarige Patrick Dils in eerste instantie tot levenslange gevangenis veroordeeld wordt om uiteindelijk slechts na reeds vijftien jaar uitgezeten te hebben vrijgesproken te worden eens duidelijk werd dat Heaulme de moordenaar was.
De moord van Aline Pérès in mei 1989 in de buurt van Brest en het onderzoek geleid door Jean-François Abgrall van de gendarmeriebrigade van Rennes leidt voor het eerst naar Heaulme. De rechercheur slaagt erin contact met hem te krijgen  maar kan niet voorkomen dat deze gedurende zijn verdere onderzoek verder blijft moorden. Zijn laatste bekende slachtoffer valt op 5 januari 1992 in Boulogne-sur-Mer. Op 7 januari 1992 wordt hij aangehouden te Bischwiller en bekent hij de moord op Aline Pérès en wachtend op de ondervraging door de onderzoeksrechter deze op Jean-Joseph Clément nabij Avignon in augustus 1989.
Heaulme verwijst in zijn verklaringen voor de onderzoekers, soms zeer gedetailleerd, naar verschillende andere moorden maar blijft hierbij steeds beweren dat hij alles weet van horen zeggen of ze in zijn dromen gezien heeft maar er niet bij betrokken was. Dankzij de oprichting in 1993 van een speciale onderzoekscel, onder leiding van Jean-François Abgrall, die de hele chronologie van zijn zwerftochten in kaart brengt en koppelt aan onopgeloste moordzaken en het bijhorende bewijsmateriaal slaagt men er uiteindelijk in negen andere moorden aan hem toe te schrijven.
Zijn laatste veroordeling in 2017 (in beroep in 2018) is deze voor de dubbele kindermoord die hij zelf blijft ontkennen. Heaulme zit zijn straf uit in de gevangenis van Ensisheim waar 30% van de gevangen een levenslange straf uitzitten.

## Lijst van bekende feiten en slachtoffers
| Datum         | Ontdekking    | Naam               | Leeftijd | Plaats delict        | Medeplichtige    | Straf      |
| ------------- | ------------- | ------------------ | -------- | -------------------- | ---------------- | ---------- |
| 5 nov. 1984   | 6 nov. 1984   | Lyonelle Gineste   | 17       | Montauville          | Joseph Molins    | 30 jaar    |
| 28 sept. 1986 | 28 sept. 1986 | Cyril Beining      | 8        | Montigny-lès-Metz    | -                | Levenslang |
| 28 sept. 1986 | 28 sept. 1986 | Alexandre Beckrich | 8        | Montigny-lès-Metz    | -                | Levenslang |
| 29 dec. 1986  | 27 apr. 1987  | Annick Maurice     | 26       | Ogy                  | Philippe Élivon  | 30 jaar    |
| 22 juni 1988  | 22 juni 1988  | Georgette Manesse  | 86       | Charleville-Mézières | -                | 30 jaar    |
| 22 juni 1988  | 22 juni 1988  | Ghislaine Ponsard  | 61       | Charleville-Mézières | -                | 30 jaar    |
| 5 april 1989  | 22 april 1989 | Joris Viville      | 9        | Port Grimaud         | ?                | Levenslang |
| 14 mei 1989   | 14 mei 1989   | Aline Pérès        | 49       | Le Relecq-Kerhuon    | -                | 20 jaar    |
| 18 juli 1989  | 19 juli 1989  | Sylvie Rossi       | 30       | Villers-Allerand     | -                | 30 jaar    |
| 7 mai 1991    | 8 mai 1991    | Laurence Guillaume | 14       | nabij Metz           | Michel Guillaume | Levenslang |
| 5 jan. 1992   | 5 jan. 1992   | Jean Rémy          | 65       | Boulogne-sur-Mer     | -                | 15 jaar    |